# Sát Ni
Sát Ni (tiếng Mãn: ᡠᡴᠰᡠᠨ 
ᠴᠠᠨᡳ, Möllendorff: uksun cani, chữ Hán: 察尼, 1640 – 1688) là một tông thất của nhà Thanh trong lịch sử Trung Quốc.

## Cuộc đời
Sát Ni sinh vào giờ Mùi, ngày 8 tháng 3 (âm lịch) năm Sùng Đức thứ 6 (1640), trong gia tộc Ái Tân Giác La. Ông là con trai thứ tư của Dự Thông Thân vương Đa Đạc, mẹ ông là Trắc Phúc tấn Đông Giai thị. Năm Thuận Trị thứ 13 (1656), ông được phong Bối lặc. Năm Khang Hi thứ 7 (1668), tháng giêng, nhậm chức Tông Nhân Phủ Tả Tông Chính. Tháng 7, ông được đề bạt nhậm Nghị chính đại thần. Năm thứ 9 (1670), nhậm chức Ngọc điệp quán Phó tổng tài. Năm thứ 12 (1673), tháng 12, loạn Tam Phiên, ông theo Thuận Thừa Quận vương Lặc Nhĩ Cẩm từ Hồ Quảng tấn công quân Ngô Tam Quế, tham tán quân vụ. Năm thứ 13 (1674), đã đánh bại 7 vạn quân của Ngô Ứng Lân (吴应麟), một tướng lĩnh của Ngô Tam Quế. Năm thứ 14 (1675), ông đeo ấn Tĩnh Khấu Tướng quân (靖冦将军印), cứu viện Cốc Thành, tấn công Ngưu Bì Nha khẩu (牛皮丫口), sau khi bình Hoàng Liên lại đánh chiếm Hưng Sơn. Năm thứ 15 (1676), trúng mai phục tại Thái Bình nhai (太平街), thất bại, bị trách cứ.
Năm thứ 17 (1678), nhậm chức An Viễn Tịnh Khấu Đại tướng quân (安远靖寇大将军), ông đã tấu lên Khang Hi kế sách vây khốn phản quân Lương Nguyên. Năm thứ 18 (1679), thu phục Nhạc Châu và chiêu hàng thuộc hạ của Ngô Tam Quế, hơn 6 trăm tướng lĩnh, 5 ngàn binh lính, giúp An Thân vương Nhạc Lạc tấn công Hành Châu. Năm thứ 19 (1680), đánh hạ Thần Long quan (辰龙关), thu phục Thần Châu, đóng quân ở Nguyên Châu. Vào tháng 11, vì ban đầu suất quân lùi bước, ông bị cách tước Bối lặc, biếm làm nhàn tản Tông thất, bãi miễn Nghị chính, cách chức ở Tông nhân phủ. Năm thứ 24 (1685), phong Thịnh Tinh Tướng quân (盛京将军). Năm thứ 27 (1688), ngày 22 tháng 9, ông qua đời, thọ 48 tuổi, được an táng theo phẩm cấp Phụ quốc công, thuỵ hào "Khác Hi" (恪僖).

## Gia quyến

### Thê thiếp
- Nguyên phối: Bác Nhĩ Tế Cát Đặc thị (博尔济吉特氏), con gái của Thai Cát Bố Đạt Tích Hi Bố (布达锡希布).
- Kế thất: Hách Xá Lý thị (赫舍里氏), con gái của Phụ chính Đại thần, Nhất đẳng Công Sách Ni.
- Thiếp:
  - Y Nhĩ Căn Giác La thị (伊尔根觉罗氏), con gái của Phó Đô thống Cát Nhĩ Tề (噶尔齐).
  - Nạp Lạt thị (纳喇氏), con gái của Tân Đạt Lễ (辛达礼).
  - Khắc Y Khắc Lặc thị (克伊克勒氏), con gái của Bái Hỗ (拜祜)
  - Qua Nhĩ Giai thị (瓜尔佳氏), con gái của Hán Thực Huệ Hỗ (汉实惠祜).
  - Lưu thị (刘氏), con gái của Lưu Thiệu Đức (刘绍德).
  - Đới thị (戴氏), con gái của Ô Tể Mã Cáp (乌济马哈).
  - Hàn thị (韩氏), con gái của Nãi Cách (乃格).
  - Y Nhĩ Căn Giác La thị (伊尔根觉罗氏), con gái của Cát Đạt Hồn (噶达浑).
  - Vương thị (王氏), con gái của Vương Phượng (王凤).
  - Tạ thị (谢氏), con gái của Biên Tắc (编塞).

### Hậu duệ
1. Tra Đạt (查達 1657 – 1748), mẹ là Nạp Lạt thị. Năm 1671 được phong Phụng ân Tướng quân, sau bị cách tước (1704). Năm 1724 phục phong Phụng ân Tướng quân, nhậm chức Tông học Tổng quản[1][2]. Có 8 con trai.
2. Tra Minh (查明, 1661 – 1665), mẹ là Nạp Lạt thị. Chết yểu.
3. Bố Nhĩ Tái (布爾賽, 1661 – 1706), mẹ là Đới thị. Có 4 con trai.
4. Trát Khắc Đô Nhĩ (扎克都爾, 1661 – 1679), mẹ là Hàn thị. Mất sớm, vô tự.
5. Đức Phúc (德福, 1662 – 1719), mẹ là Nạp Lạt thị. Năm 1676 được phong Phụng ân Tướng quân, sau bị cách tước (1698). Có 9 con trai.
6. Sát Nạp (察納, 1663 – 1697), mẹ là Y Nhĩ Căn Giác La thị (con gái của Cát Nhĩ Tề). Năm 1697, phạm tội bị ban tự vẫn. Có 6 con trai.
7. Thường Quốc Tá (常國佐, 1671 – 1672), mẹ là Khắc Y Khắc Lặc thị. Chết yểu.
8. Đức Xương (德昌, 1676 – 1740), mẹ là Y Nhĩ Căn Giác La thị (con gái của Cát Đạt Hồn). Năm 1698 được phong Tam đẳng Thị vệ, sau bị cách thối (1702). Có 9 con trai.
9. Thường Hách (常赫, 1678 – 1758), mẹ là Y Nhĩ Căn Giác La thị (con gái của Cát Đạt Hồn). Năm 1701 được phong Nhị đẳng Thị vệ, sau bị cách thối (1707). Có 7 con trai.
10. Ngõa Nhĩ Khách (瓦爾喀, 1678 – 1739), mẹ là Vương thị. Có 13 con trai.
11. Ngạch Nậu Hách (额耨赫, 1680 – 1684), mẹ là Vương thị. Chết yểu.